# Restauração da Independência
A Restauração da Independência ou Restauração de Portugal, é o nome que se dá ao golpe de Estado revolucionário ocorrido a 1 de Dezembro de 1640, chefiado por um grupo designado de Os Quarenta Conjurados e que se alastrou por todo o Reino, pela revolta dos portugueses contra a tentativa da anulação da independência do Reino de Portugal pela governação da dinastia filipina. O golpe culminou com a instauração da 4.ª dinastia portuguesa, a Casa de Bragança, com a aclamação de D. João IV, seguindo-se um período de 28 anos de guerra com a Coroa de Castela.

## Desenvolvimentos históricos
A União entre as coroas não teve aprovação homogénea de ambos os lados desde o seu início. Em Portugal, houve uma grande rejeição popular, ao mesmo tempo que havia o interesse de alguns grupos da nobreza, do clero, da burguesia e dos comerciantes por uma economia mais estável e um exército mais forte. Em Espanha, existia a preocupação com um poder tirano, com seus negócios e domínios.
Os primeiros descontentamentos de Portugal com esta União, tiveram início com a ascensão de Filipe II ao trono, tendo como argumento a sua ilegitimidade consanguínea e o não cumprimento de algumas cláusulas do acordo feito perante as Cortes de Tomar em 1581. A Restauração teve apoio de nobres e aristocratas, que se vinham a organizar desde 1638 contra as políticas de descentralização e neutralização, administradas pelo Conde-Duque de Olivares.
O novo rei não foi aclamado como esperado e ainda teve que encarar a desconfiança do povo, que aguardava o retorno do rei encoberto que os libertaria do jugo espanhol. Foi o messianismo sebastiânico que acabou por ser utilizado para legitimar a ascensão de D. João IV, baseado na lealdade dos nobres e na dinastia que descendia de D. Manuel I. Acompanhado do surgimento do nacionalismo na figura do Quinto Império, procurava relacionar as glórias do passado e vitórias do futuro.
No meio dessas divergências internas, D. João IV procurou traçar uma política externa de alianças com os países inimigos de Espanha. Neste período, o enfrentamento entre espanhóis e portugueses para a manutenção do poder estendia-se pelos domínios que ambos possuíam no ultramar, assim como outras disputas conhecidas como: Guerra Luso-Holandesa encerrada em 1663, e a Guerra dos Trinta Anos encerrada em 1648. O fim das aspirações espanholas à continuidade da monarquia dual da dinastia filipina terminou com o Tratado de Lisboa em 1668.

## Factos antecessores e contexto

### União entre os reinos
O período da União entre as Coroas Ibéricas (1580-1640) teve início com a ausência de um rei para o trono português, após o desaparecimento do rei D. Sebastião (1557-1578) na Batalha de Alcácer-Quibir, no Norte da África.
D. Sebastião herdou o trono de Portugal com apenas três anos de idade, o que causou a necessidade de um período regencial até que ele tivesse idade suficiente para assumir o trono. A primeira Regência foi atribuída a sua avó D. Catarina de Áustria (1557-1562), seguida por seu tio-avô Henrique I de Portugal (1562-1568), que também foi cardeal-arcebispo de Lisboa e Arcebispo emérito em Évora. Em 1568, D. Sebastião ascendeu ao trono com apenas catorze anos de idade, encontrando um forte predomínio de leis relacionadas com a religião e a defesa militar deixadas pelos seus antecessores.
Nas tentativas de conquista de D. Sebastião, podemos perceber a relação entre a milícia, a religião e a política. A Igreja viu nessas conquistas uma possibilidade de expansão, já que se tornaram mais um meio de aquisição de recursos. D. Sebastião não mediu esforços para arrecadar fundos, taxou o povo, pediu empréstimos a estrangeiros e cristãos-novos, e chegou até a pedir ajuda diplomática ao seu tio Filipe II, rei de Espanha e futuro sucessor no trono português.
A morte de D. Sebastião em Alcácer Quibir, além de deixar um rombo na receita do país, causou a diminuição do exército aristocrático, que foi morto ou aprisionado.

Brasão dos Habsburgo (1580-1640)

A crise da monarquia portuguesa e as dúvidas sobre o momento que estavam a viver, em relação às mortes e prisões, bem como as incertezas do destino que a nação tomaria no futuro, resultaram em dúvidas quanto à escolha de quem ocuparia o trono e não se tornaria uma ameaça à glória portuguesa, visto que D. Sebastião era o último herdeiro da Dinastia de Avis. Esta crise dinástica contou ainda com a intensificação da crise económica, por conta dos resgates dos prisioneiros de Alcácer Quibir, a corrupção das elites, o desinteresse da burguesia em prosseguir com a dinastia de Avis e a sombra e corrupção do poder militar espanhol.[carece de fontes?]
D. Henrique (1578-1580), ao retornar ao trono português, sendo o último descendente direto da dinastia de Avis, deparou-se com outras situações, estando rodeado de outros candidatos que tinham interesses na Coroa. O seu primeiro objetivo foi resgatar os prisioneiros em África, no que foi bem-sucedido. Contudo, com as dificuldades em governar e a debilidade da sua saúde, o seu segundo propósito de nomear um sucessor falhou. Em 1579, convocou as Cortes para procurar uma solução, mas não contava com muitas alternativas. Assim, em 1580, foram nomeados cinco governadores regenciais.  Em 31 de janeiro do mesmo ano, D. Henrique morreu de tuberculose, deixando o caminho aberto para D. António , filho ilegítimo de Luís de Portugal, que era descendente direto de D. Manuel.[carece de fontes?]
D. António tinha aceitação popular, o que não contribuiu para barrar as investidas de Filipe II de Espanha, que demonstrava que apesar da ilegitimidade sanguínea era a melhor escolha para as dificuldades portuguesas. No dia 20 de junho de 1580, ante a decisão do conselho de governo, António, Prior do Crato foi proclamado rei de Portugal em Santarém, sendo aclamado em várias localidades do país. O seu governo durou trinta dias, caindo com a derrota das suas tropas pelo exército espanhol comandado por Fernando Álvarez de Toledo, Duque de Alba, na batalha de Alcântara, em agosto de 1580. Além dessa perspetiva bélica, Filipe II tinha como vantagem habilidades diplomáticas e a estabilidade financeira espanhola para prometer uma união baseada na autonomia portuguesa, pautada numa "boa administração e de manutenção da paz interna". Filipe II não economizou meios para conquistar o trono português, utilizou-se da debilidade da nobreza e do clero nas suas investidas.
No meio desta crise de sucessão, nas Cortes de Tomar no dia 16 de Abril de 1581, ao prestar juramento solene, Filipe II de Espanha, torna-se Filipe I de Portugal. A partir desta data, o novo rei dispôs-se a reconhecer e outorgar os vinte e cinco capítulos apresentados pelos Três Estados do Reino. A afirmação da autonomia de Portugal e muitas de suas declarações procuravam a "manutenção da identidade nacional mais ao nível dos símbolos do que das realidades de que é tecida a vida quotidiana de um povo livre e independente". O compromisso assumido nas Cortes de Tomar deveria assegurar "os privilégios, graças e mercês da Nação Portuguesa".
Os dois reinos partilhavam de uma mesma legislação, as Ordenações Filipinas. Filipe I ao instituir um novo código, dizia não ter a pretensão de prejudicar os novos súbditos, já que afirmava respeitar os direitos e instituições dos portugueses. As Ordenações Filipinas estenderam-se aos dois reinos, contudo, atingiram a sociedade de maneira estratificada, o que pode ser verificado com base nas diversas punições para o mesmo crime a depender do estatuto social de quem o cometeu.
Até 1640, Portugal esteve sobre o controlo da casa dos Habsburgos, numa monarquia compartilhada com a Espanha, na qual as instituições portuguesas foram conservadas.
A tentativa de usar a política de casamento para unificação entre Portugal e Espanha não foi bem-sucedida, mesmo com o casamento de Dona Luísa de Gusmão com o Duque de Bragança, o resultado foi contrário ao que se esperava.

### Divergência entre Reinos
Durante o período da dita "União Ibérica", medidas foram tomadas para impedir possíveis animosidades entre o reino português e a monarquia espanhola. Nas quatro primeiras décadas do governo dos Habsburgo em Portugal garantia-se a facilidade de comunicação entre o rei e o reino. A garantia de uma boa relação assinada durante as Cortes de Tomar visava à autonomia portuguesa. Porém, estava no acordo a residência do rei em território português e visitas contínuas, a exclusividade do Conselho Ultramarino com os portugueses, o uso da língua oficial, e a supressão das taxas alfandegárias e etc. Para prestar contas ao rei, manter a prática e orientar sobre a política geral foi criado o Conselho de Portugal.
Mesmo tendo por base essas referências as divergências entre os dois reinos começaram a surgir com o embate entre os interesses portugueses contrários às medidas espanholas, culminando assim no movimento secessionista. Com a ascensão de Filipe II, que não possuía as mesmas habilidades do pai. Assim, o poder de Portugal vai passando de mão em mão, e as mudanças que ocorrem nas primeiras décadas do século XVII mostram a política centralizadora que estava a ser adotada por Madrid como já acontecia na "Catalunha, Aragão, Navarra, etc."
A principal delas é as insatisfações em relação à pressão fiscal feita pela Espanha sobre o território português. As insatisfações fiscais portuguesas não são um movimento homogéneo, já que a ordem jurídica era baseada em privilégios, formando assim um movimento com diferentes reações.
O povo, encarregado pela maior parte da contribuição tributária, pede para que a nobreza e a Igreja, que até então mantinham privilégios fiscais, contribuíssem mais com o pagamento de impostos. A nobreza para fugir das despesas, alistava-se no exército para se eximir da contribuição.[carece de fontes?]
Os comerciantes não desejam economizar na defesa de suas rotas marítimas, os oficiais não queriam que diminuíssem os seus salários e nem os seus ofícios. Os pobres desejavam acabar com a diferença quantitativa de tributo entre eles e as elites económicas.
Além das queixas sobre a fiscalização económica, a nobreza tinha dificuldades de comunicar-se com o monarca, pois era privada dos ofícios no palácio. Os senhores viam os seus títulos serem desvalorizados pela infiltração de espanhóis no seu território. O princípio do indigenato garantido pelas Cortes de Tomar, que reservava os ofícios de Portugal para os naturais deste território estava sendo violado.
Todos estes acontecimentos compõem a complexidade de motivos que levaram os portugueses a aderirem ao movimento de Restauração e desejarem a volta de um bom governo, sem alterações ilegítimas do viver político.

### Cultos milenaristas
Esta situação levou a uma produção de boatos e feitiçaria decorrentes do pânico coletivo que se tinha introduzido, tendo como resultado a instauração da crença sebastianista.

Retrato de D. Sebastião.

O Sebastianismo tornou-se o episódio mais envolvido pela atmosfera mística das profecias, pois o rei D. Sebastião nunca retornou depois da sua derrota na batalha de Alcácer-Quibir. O número de sebastianistas aumentou, já que o tomavam como Messias que voltaria para salvar Portugal. Esta crença era repassada ao longo de gerações. O mito do Sebastianismo espalhou-se por ser muito mais ligado ao homem barroco que idealizava e fugia da realidade.
A crença sebastianista foi utilizada por alguns conjurados como inspiração. Os sebastianistas mais ricos, preferiam esperar a volta de D. Sebastião, do que apoiar D. João. A crença popular no sebastianismo projetava um dia incerto para o retorno do rei e a libertação do povo português, muitos D. Sebastião falsos apareceram e muitas revoltas foram reprimidas. Assim, o processo de espera era também marcado pelo conformismo. Esta melancolia e frustração foram alimentadas pela crença de Providência Divina que iria ser benevolente com Portugal na hora da ação, e esta é a razão da sua acomodação.
Segundo o determinismo astrológico que, por mais que fosse proibido pela Igreja, tinha pessoas como o Padre António Vieira que acreditavam que Deus comunicava com os homens através de cometas, uma vez que, no ano de 1557, anterior ao desaparecimento de D. Sebastião, um cometa passou no céu. As suas previsões escandalizavam a corte e, para fugir a possíveis punições, emigrou para o Brasil. Nos seus sermões, defendia que Portugal estava a ser punido e pagaria com a sua independência. Entretanto, haveria o momento em que o sofrimento e o castigo iriam acabar.
A partir das promessas feitas pelo ermitão Afonso Henrique, a restauração era prevista para acontecer com D. João IV na décima sexta geração dos Braganças. Indo contra a interpretação sebastiânica de que D. Sebastião iria retornar a Portugal para salvar o país. Iniciou-se assim um período de mobilização que acreditava no messianismo bragantino (ou brigantino), com previsões de que o próximo príncipe era quem vivia de facto em Vila Viçosa e estava à espera da Restauração.
Com este messianismo bragantino começou a surgir a ideia de nacionalismo na figura do Quinto Império, levando em conta a dinastia e o imperialismo de Portugal, saindo do estado de fatalismo e imobilização, agora procurando novas vitórias e conquistas. Posteriormente ao ano de 1640, o messianismo foi interpretado com um sentimento de lealdade dos fidalgos, pois com a presença de D. Catarina descendente de D. Duarte e neta de D. Manuel, remetia-se o passado de glórias de Portugal.
Toda esta movimentação levou a um sentimento pró-bragantino que suprimia o sebastianismo. Padre António Vieira em 1641 ao tornar-se conselheiro de D. João IV, elege Gonçalo Annes Bandarra como grande profeta e eleva a profecia do Quinto Império. Assim, age transferindo as profecias de D. Sebastião para D. João. A crença no sebastianismo interferia na estabilidade da nova geração e era visto como mítica popular rival a figura do atual monarca.

## Insurgências de 1640

### O início da guerra

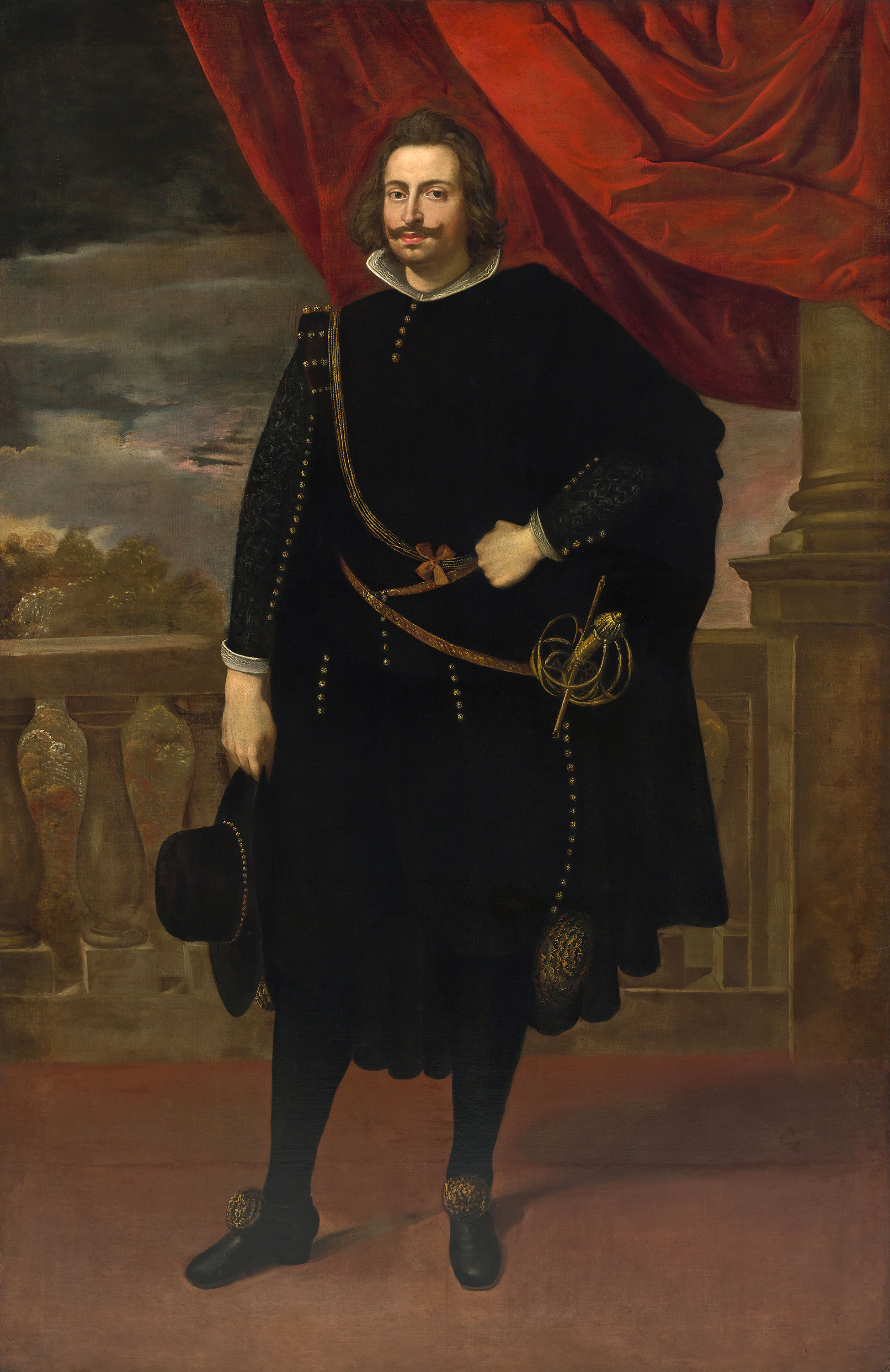
Pintura de D. João IV - O Restaurador

A iniciativa de rompimento de Portugal com a Espanha procurou legitimar-se na usurpação de Filipe III, ao retirar do trono o herdeiro legítimo de D. Catarina, D. João IV, o Duque de Bragança. E na tirania dos Habsburgo por não cumprirem as promessas realizadas perante as Cortes.
Numa Europa Moderna e monárquica, era dever do rei saber reconhecer a estabilidade das instituições e tradições, visto que a legalidade deles estava entrelaçada à legalidade do rei, e isso os tornavam intocáveis. Morar no reino e governar com justiça fazia parte dessas esferas, e ao não fazer isso os reis Habsburgo foram aos poucos perdendo o poder de neutralizar a aristocracia.
Os portugueses que se encontravam desde o início próximos da Espanha não foram capazes de mostrar a Filipe III que seria mais sensato manter as suas obrigações com Portugal, mas os portugueses que durante toda a União não haviam participado dos benefícios deram início a uma oposição. Em 1620, com uma economia instável, ataques anglo-holandeses, a possibilidade de levantamentos e a divisão existente entre os portugueses reforçaram as suas frustrações.
Unido a isso, o ministério de Olivares, que procurava implantar um poder centralizador em Portugal, estava ciente dos benefícios dessa terra, principalmente no que se referia à política internacional e ao controlo do ultramar.
| “ | Olivares, mediante su conocido proyecto de la «Unión de Armas», se había propuesto una «castellanización» de la Península en toda su extensión, lo que se traducía en una mayor presión fiscal. | ” |

A restrição e neutralização de poder e privilégios aos portugueses, junto com a pretensão de uma arrecadação fiscal a nobres e clérigos, e a permanência de uma vice-rainha espanhola em solo português somada aos descumprimentos derradeiros realizados perante as Cortes de Tomar, ajudaram na motivação para a conjuração de 1640.
A ação que culminou no 1 de Dezembro de 1640 e nos acontecimentos decorrentes, que levaram a uma guerra de 28 anos, foi liderada por fidalgos de quarenta famílias que se viam privados de seus poderes e, inicialmente, teve como resultado o ataque, nesse dia, que aprisionou a vice-rainha de Portugal, D. Margarida de Saboia, Duquesa de Mântua, e a morte do seu Secretário de Estado, Miguel de Vasconcelos supostamente arremessado pela janela do Paço Real de Lisboa.[carece de fontes?]
Para a vice-rainha o levantamento que estava ocorrendo era mais um dos que acontecimentos que existiam desde 1630, e não a possibilidade de um golpe. Mas a chegada da notícia sobre o aprisionamento da vice-rainha e do golpe em outras regiões poderia causar tumultos e era o que os conjurados não queriam.
A retirada de um monarca não poderia ser empreendida por um levantamento popular, e sim por pessoas de responsabilidade. Não era algo fácil de assumir, mas para a mentalidade europeia era necessário para explicar. O que naturalmente legitimava duas questões.[carece de fontes?]
| “ | Primero, quedó asentado que su intervención había sido motivada por el ‹amor a la Patria›, al ver ésta lastimada por la tiranía de los Felipes. Nadie habló de intereses particulares. Segundo: la forma de acordar la ‹liberación› de Portugal fue mediante juramento. | ” |

O triunfo dos conjurados na deposição da monarquia espanhola ganhou repercussão em diversas partes do reino e a propaganda bragantina foi importante para chegar aos ouvidos do povo. Em Lisboa os próprios conjurados saíram às casas, e qualquer indício de desordem foi controlado. Na manhã do dia seguinte o padre Nicolau liderou uma procissão em ação de graças.[carece de fontes?]
| “ | Porque el objetivo se cumplid, la versión oficial de la Restauración comenzó a propagar la imagen de lo ‹milagro› acaecido en Lisboa, donde un acontecimiento como la aclamación -el Golpe- no se había visto acompañada ni de sangre ni de tumultos. | ” |

#### Interesses
Os conjurados D. Antão de Almada e os irmãos Francisco e Jorge de Mello são as três personagens que dão início à conspiração contra o reinado dos Habsburgo. Numa visita a Madrid para um pedido de favores ao rei verificaram a diferença entre os portugueses que ao longo dos reinados tinham-se utilizado de privilégios e favores, enquanto tantos outros compatriotas que haviam lutado em guerras e viviam em solo lusitano estavam em desvantagens com os que residiam em Madrid.
A insatisfação dos conjurados não é de causa nacionalista, mas na medida em que se torna uma ferramenta para conquistar a adesão de outros fidalgos e a aceitação do duque de Bragança para o trono "Induzem a crença de que os portugueses, o sentimento nacional e dinástico era tão vivo quanto a totalidade do reino".
Apesar das diversas investidas dos conjurados para que o Duque aceitasse ser o próximo rei, as divergências de interesses entre D. João e os conjurados estava associada à sua relação com os Habsburgo dos quais desde o início da dinastia havia recebido vários favores, entre eles ser casado com D. Luísa de Gusmão irmã do D. duque de Medina e ter sido chamado por Olivares para ser vice-rei em Milão.
A garantia da sua aceitação só se tornou realidade quando Madrid sofreu com o levantamento da Catalunha, o que proporcionou a ação dos conjurados no 1.º de dezembro de 1640 mas, como nos mostra a historiografia, D. João não queria ser morto pelo crime de lesa-majestade e sua estada em Vila Viçosa manteve-se até tudo estar concluído.

### A defesa de Portugal: as fases da guerra
A Coroa portuguesa vivenciava situações antagónicas: por conta das relações que a Espanha possuía com outros países, holandeses, ingleses e franceses se tornaram os seus inimigos. Os territórios portugueses passaram a ser alvos de ataques em todo o mundo, até mesmo pelos seus aliados.
Em 1640 Portugal encontra-se numa condição indefesa, com uma população de 1,2 milhões de habitantes e grande parte de sua força armada residindo no Brasil, ou fora em expedições no ultramar, e havia ainda aqueles que estavam na Flandres e em Itália lutando pela glória dos Habsburgo. A situação era precária, a marinha não tinha navios, as fronteiras não estavam seguras, o exército não tinha armas nem munições, e o país não estava em boas condições económicas.
Portugal teve que recorrer a estratégias para driblar a situação insustentável para realização de uma guerra nos âmbitos financeiros e em recursos humanos. Foi necessário identificar os problemas existentes para estabelecer a estratégia que seria adotada na execução da guerra.
A situação dos portugueses era precária, com a ausência de um exército, em quantidade e qualidade, com a falta militar de nobres que estavam servindo as forças de Flandres e da Alemanha, comandando os terços "espanhóis". A ausência de órgãos de defesa nacional e negócios estrangeiros, consequentemente, levou a Espanha a impor-se nesses meios.
Aconteceram ameaças de assassinato ao novo rei e aos seus colaboradores, além de ataques a várias partes do Império, com insurreições em alguns locais. As dificuldades internacionais significaram um problema: "(...) para a maioria das potências da época, era mais rentável/útil ter Portugal como inimigo do que como aliado, pois assim se justificava os ataques na América, na África e na Ásia".
A estratégia política foi iniciar uma "investida" diplomática para conseguir reconhecimento e aliados. Em território nacional a principal preocupação era manter a legitimação real. Os mecanismos económicos procuraram reduzir a exploração no Oriente, para procurar recursos financeiros no território português. As principais estratégias militares foram a criação do Conselho de Guerra e da Junta da Defesa das Fronteiras: "(...) procede-se a organização do 1.º exército permanente que existiu no nosso país, revitaliza-se a marinha de guerra e definem-se as formas diferentes de resolver as crises para cada um dos desafios em cada ponto do mundo".
As fases da Guerra de Restauração Portuguesa podem ser divididas em três partes distintas: A primeira fase ofensiva (1640-1646), a segunda fase defensiva (1646-1660) e terceira (1660-1668).

### Primeira fase (1640-1646)
A fase ofensiva caracteriza-se pelo avanço das tropas portuguesas sobre as fronteiras com o território espanhol. No limite dos dois territórios não havia grandes obstáculos geográficos que impedissem ou interrompessem o avanço das tropas, tornando-se uma facilidade para as deslocações. Neste momento a coroa espanhola travava guerras com outros territórios além do português, como a Catalunha, a Holanda e a França. A distribuição dos recursos para as guerras era feita de modo desigual, enquanto que o Exército Espanhol da Estremadura, responsável por sufocar a revolta portuguesa tinha pouca contribuição com recursos para sustentar a guerra e obter resultados favoráveis a Madrid, os outros combates obtinham mais dinheiros e recursos para manter as tropas em guerra.
Apesar de haver combates que contrapunham portugueses e espanhóis, houve conflitos dentro de Portugal que mostravam que a aclamação ao golpe de Dezembro de 1640 não era unitária. Em junho de 1641 houve uma proposta de contragolpe questionando a aclamação de D. João, almejando o regresso de Filipe III, e o Arcebispo Noronha foi responsável por encabeçar este movimento, com a presença de fidalgos, banqueiros, burocratas, eclesiásticos, etc. Mostrando assim que nem todos os portugueses compartilhavam do sentimento antifilipista. Ao descobrirem a organização foram rapidamente advertidos os responsáveis pelo movimento.
Além do exército de Estremadura, havia o exército da Galiza que também era responsável por conter o avanço lusitano. Inicialmente o exército da Galiza tinha 16 000 soldados postos em combate, por volta de 1664 este número caiu para 10 000 soldados em 10 terços de 10 companhias cada um.
A capital general da Estremadura era a cidade de Badajoz, enquanto que o quartel general lusitano ficava na cidade de Elvas, ambos muito usados na concentração de tropas. Os choques entre castelhanos e lusitanos foram reduzidos, pois o exército espanhol estava sem recursos para se manter em guerra.
No dia 26 de maio de 1644 ocorreu a Batalha de Montijo, na qual as tropas portuguesas avançaram sobre o território espanhol e capturaram o quartel de Valência de Alcântara, um dos mais importante do Exército de Badajoz, porém não teve tanta importância estratégica no decorrer da guerra.

### Segunda fase (1646-1656)
No ano de 1646, os portugueses enfrentaram dificuldades para realizar um acordo com os holandeses, até que as tentativas goradas demonstraram a sua impossibilidade. O governo luso insistia em seguir com as colónias americanas e asiáticas portuguesas, e inquietava-se com o previsível fim da Guerra dos Oitenta Anos unido ao temor de perder as relações com a França. Consequentemente, João IV, apresentou a Mazarino uma proposta de divisão do reino e de proclamação de uma regência francesa nas terras peninsulares que o ministro francês recusou.
A esperança de Portugal de ter reconhecimento internacional foi frustrada em 1648, e sua independência na Paz de Vestfália  também. A mesma situação foi vivenciada no Tratado dos Pirenéus.
Os diplomatas portugueses procuravam o estabelecimento da colaboração da França, das Província Unidas e da República de Veneza, para tentar levar Filipe IV (ex-Filipe III de Portugal), a dar uma trégua de pelo menos cinco anos, contudo não alcançaram esse propósito. No fim deste ano o governo português quase cedeu Pernambuco e Angola aos holandeses, o plano foi desfeito após a vitória sobre estes últimos.
No ano de 1651, os portugueses tomaram as terras de Cória e Valência de Alcântara, contudo não conseguiram obter as vilas. Três anos depois os embates diminuíram, mas multiplicaram-se em 1656 e 1657.
A morte do rei João IV de Portugal em 1656 marcou o começo da regência de sua esposa Luísa de Gusmão (1613-1666). O momento foi seguido de uma crise sucessória e do golpe palaciano de 1662 já que vários nobres lusos não estavam de acordo com a sucessão.
Portugal continuou a procurar firmar um pacto formal com França. Após a assinatura do tratado, e com fim das hostilidades na Catalunha, a Espanha concentrou as suas forças em Portugal, que sofria com a falta de homens e recursos para o combate. A conquista dos galegos sobre a Lapela em 1658 trouxera oportunidade para os espanhóis acometerem a recuperação de Portugal, mas os portugueses solicitaram ajuda internacional para evitar essa ação.

### Terceira fase (1656-1659)
Com a morte do rei português D. João IV, levando à regência da rainha D. Luísa de Gusmão, ocorreram sérios problemas para a Corte lusitana. O estado de dificuldade nacional na política parecia o momento ideal para ofensiva dos governantes espanhóis, para isso organizaram um plano de ofensiva militar, no qual entrariam em Lisboa através do Alentejo e repetiriam a façanha do Duque de Alba em 1580. A tarefa ficou a cargo do Duque de San Germán que deveria recrutar 18 000 infantes e 4 500 cavalos.
O exército marchou em 1657 os principais focos de luta foram em Badajoz e Olivença. Os portugueses aproveitaram a existência de um número reduzido de homens no local para atacar Alcântara na primavera do mesmo ano. No ano seguinte cercaram Badajoz, mas a estratégia não foi bem-sucedida, causando apesar disso uma situação embaraçosa para monarquia hispânica mas tendo pouca interferência no desenvolvimento da guerra.
As fortificações tiveram grande importância na guerra, um exército liderado por Filipe IV com dezanove mil homens saiu vitorioso da tentativa do general Luís de Haro e os seus dezoito soldados de apoderar-se de Elvas durante três meses. Esta situação possibilitou que o exército português se organizasse, assim em 14 de janeiro de 1659 Haro e seus soldados foram derrotados.
Após a assinatura do Tratado dos Pirenéus em 1659, a Espanha ameaçava a independência de Portugal. Os espanhóis pretendiam transportar uma parcela do exército da Flandres para outras forças mais experientes, para que pudessem encerrar a contenção, caso contrário poderia ocorrer uma invasão.
Os espanhóis enfrentaram dificuldades para mandar as tropas da Flandres para a Península Ibérica. O primeiro grupo de soldados, com quatro mil infantes e quatrocentos ginetes, partiu de Ostende rumo à Península Ibérica em fevereiro de 1662. As dificuldades financeiras do exército da Flandres, sendo que dependia de ajuda externa, não levaram Madrid a solicitar menos navios e soldados frente à ofensiva portuguesa. A Espanha enfrentava problemas internos para manter a unidade, com as penúrias que sua tropa estava sofrendo e o cerco formado em Castela, fomentando a miséria.
A posse portuguesa em Elvas foi debilitada após Juán José se apoderar de Arronches, que ficava a vinte e sete quilómetros do rio Caia. Após a perda de Arronches os portugueses mudaram o exército do Alentejo para Estremoz. Com a finalidade de estabelecer uma trégua à rebelião de Portugal, a Espanha organizou três exércitos: O de Badajoz que a comando de Juan José de Austria, filho de Felipe IV, atacaria a partir de Estremadura; o exército da Galiza sobre o encargo do Marquês de Viana e o da Cidade Rodrigo com o duque de Osuna.
Em 1663 o Áustria conquistou Juromenha, e no dia 8 de junho do mesmo ano Juan José foi derrotado pelos portugueses na Batalha de Ameixal. Em junho de 1664 Valencia de Alcántara ficou sobre o poder dos portugueses até fevereiro de 1668, foi a principal conquista lusitana, frente às tentativas de obter Albuquerque e Badajoz.
Sob as ordens do Marquês de Marialva, as armas portuguesas esmagaram os espanhóis na Batalha de Montes Claros em 17 de junho de 1665. No mesmo ano, os portugueses desencadearam uma ofensiva na Galiza, coincidindo com a subida ao trono de Carlos II, sendo o principal objetivo apoderar-se do porto de Vigo. Ao ocuparem o vale de Rosal conseguiram conquistar A Guarda.
A morte do rei Filipe IV levou à falta de recursos para empreender novas ofensivas, com a estagnação da frente. A rainha regente, ao contrário dos ministros do reino, não se resignava diante de uma possível perda de Portugal. Portugal havia solicitado uma trégua, a vitória na Batalha de Montes Claros e a assinatura do Tratado de Lisboa em 1668, entre a França e Portugal decidiram o fim do conflito, os Habsburgos espanhóis reconheceram a independência de Portugal. A Casa de Bragança passou a ser a nova dinastia de Portugal em 13 de fevereiro de 1668. A paz foi firmada no convento de Santo Elói de Lisboa.

### Resultados de 1640 a 1668

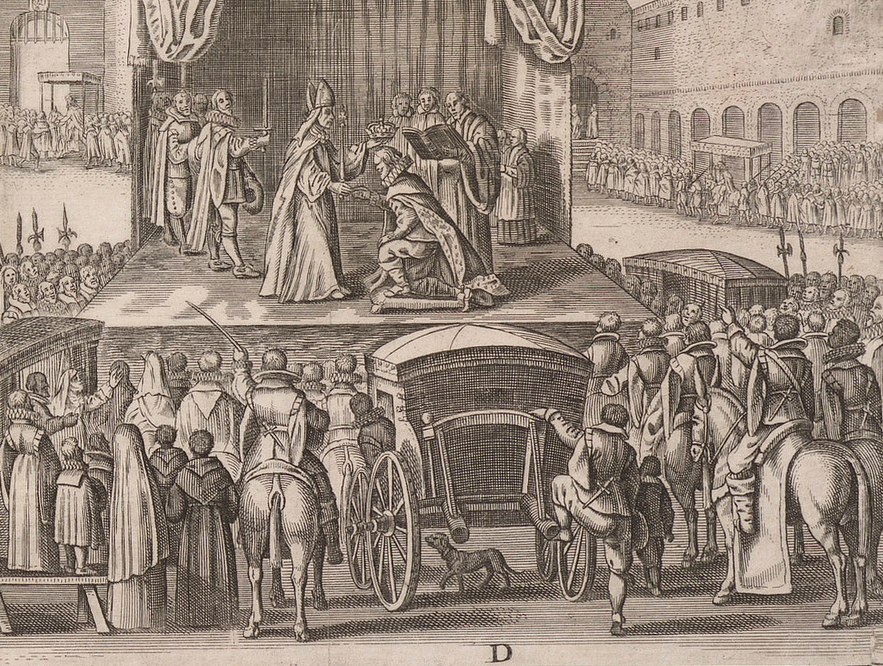
Coroação de D. João IV

Com a proclamação de D. João IV, Portugal perdeu a sua influência na Europa, pois estava agora fora da aliança do Império Habsburgo. D. João IV não conseguiu ser reconhecido como rei, em Roma, por conta da forte influência de Espanha; o reconhecimento viria apenas em 1688.
Em 1654, Portugal, após perder a disputa com os ingleses, é obrigado a assinar o Tratado de Westminster, aceitando assim a abertura dos portos para o comércio entre os ingleses e as colónias portuguesas e a liberdade de culto para os ingleses, em território luso. Apesar disso, com a restauração dos Stuarts no trono em 1660, foi arranjado um casamento entre Carlos II e a filha de D. João IV, Catarina de Bragança e o  Tratado de 23 de junho de 1661, que fez com que os Reinos inglês e portugueses voltassem a ter uma relação de amizade.
Grande parte do dinheiro que foi conseguido nesse período, foi de origem judaica, através de empréstimos. Também passaram, da Inquisição para o Estado o controle dos bens, conquistados, das pessoas que teriam sido sentenciadas pela Inquisição. Com a escassez de dinheiro, Portugal muito frequentemente não conseguia proteger suas possessões de além-mar. Com a morte de D. João IV em 1656, o governo foi compartilhado com um pequeno grupo de conselheiros.
D. Afonso VI assume o trono ainda menor de idade, e como era incapaz de reinar, sua mãe - D. Luísa de Gusmão - torna-se regente. Para conter os gastos, são criados mais impostos pela Rainha, e assim a oposição à Rainha aumenta. Em 1662 sofre um golpe de governo, onde se passa o governo para a figura do Rei, e se instala um governo de ministérios; D. Luís de Vasconcelos e Sousa - conde de Castelo Melhor -  passa a ocupar o cargo de primeiro ministro; e D. António de Sousa e Macedo toma o controle da Secretaria do Estado.
Com isso Portugal consegue ganhar algumas batalhas, e se manter como nação (a Batalha de Montes Claros em 1665 sendo o maior exemplo). Para manter o trono o conde de Castelo Melhor, casa D. Afonso VI com a princesa francesa Maria Francisca de Nemour, Mademoiselle d’Aumale em 1666. E assina um tratado com os franceses em 1667 para tentar combater a Espanha. Contudo D. Afonso VI não consegue ser um bom marido; e ocorre um caso de amor entre a nova Princesa e o Infante D. Pedro - irmão do Rei D. Afonso VI, consequentemente, o Conde de Castelo Melhor perde apoio dos franceses, e ocorre a saída de Sousa e Macedo - que era amigo dos ingleses, e por isso sofria a oposição dos franceses.
Com todos esses acontecimentos, em 1667 dá-se um novo golpe, entre D. Pedro e o duque de Cadaval. Sucede então a demissão do Conde de Castelo Melhor e seus partidários; D. Pedro - que assumiu o título de príncipe regente - casou-se em 1668 com D. Maria Francisca. (p.305). Filipe IV de Espanha, acaba falecendo e o seu filho de quatro anos Carlos II, ascende ao trono. Então, em 1668 assina-se o Tratado de Lisboa, que tinha como objetivo criar a paz entre Espanha e Portugal, além de promover o reconhecimento de Portugal como Reino. Ceuta ainda sim permaneceu fiel a Espanha.

## Feriado
Em Portugal, a primeira comemoração oficial da Restauração da Independência deu-se em 1823, no recinto do Picadeiro Real do Palácio de Belém (hoje Museu Nacional dos Coches), com a presença de D. João VI. O acontecimento deu-se não a 1 de Dezembro mas no dia 3, por "difficuldades grandes", segundo a Gazeta de Lisboa. Foram convidados embaixadores estrangeiros, oficiais da Marinha e do Exército, "as pessoas mais conspícuas da Capital, de todas as jerarquias", decorrendo um baile que durou até de madrugada enquanto uma sumptuosa ceia era servida no Palácio. Houve um evidente aproveitamento político das celebrações pela fação afeta ao Infante D. Miguel e ao regresso do absolutismo real.
O dia 1 de Dezembro é feriado desde a segunda metade do século XIX, sendo por isso o feriado civil mais antigo ainda em vigor; foi comemorado também durante a Primeira República e o Estado Novo, tendo sido mantido durante a atual Terceira República. Com efeito, no rescaldo da Implantação da República, foram abolidos todos os feriados religiosos e passaram a comemorar-se apenas cinco feriados laicos, dos quais o único que procedia do tempo da monarquia era o da Restauração da Independência.
É costume comemorar-se este feriado, com honras de Estado e, desde 1861, com apoio da Sociedade Histórica da Independência de Portugal, na Praça dos Restauradores, em Lisboa, onde também se comemora o Dia da Bandeira.
Em 2012, o XIX Governo Constitucional, apoiado por uma maioria PSD/CDS-PP e liderado por Passos Coelho, eliminou o feriado a partir de 2013. A decisão desencadeou protestos e um movimento cívico para a reposição do feriado, fundado por José Ribeiro e Castro — o único deputado da maioria parlamentar de direita que tinha votado contra a abolição do feriado, violando a disciplina de voto partidária —, tendo culminado na apresentação de uma petição com 5000 assinaturas ao Parlamento. Ribeiro e Castro esclarece, em livro escrito posteriormente acerca destes acontecimentos, que, apesar de a medida ter sido constantemente anunciada como tratando-se apenas de uma suspensão do feriado, o texto legal não deixava margem para dúvidas de que, pelo contrário, o feriado estava a ser eliminado. O feriado foi reposto em Janeiro de 2016, na vigência do XXI Governo Constitucional liderado por António Costa, com os votos favoráveis dos partidos de esquerda e as abstenções do PSD e do CDS-PP.